# Hotel Murat

Ogłoszenie upadłości:
Postanowieniem z dnia 30 stycznia 2013 r. Sąd Rejonowy Gdańsk – Północ w Gdańsku VI Wydział Gospodarczy ogłosił upadłość dłużnika Kazimierza Kukowskiego, prowadzącego działalność gospodarczą pod firmą Hotel "MURAT" E. K. Kukowscy Kazimierz Kukowski z siedzibą w Redzie, obejmującą likwidację majątku dłużnika. Postanowienie zostało obwieszczone w Monitorze Sądowym i Gospodarczym z dnia 17 lipca 2013 r., poz. 10189.

Hotel Murat – był to 3-gwiazdkowy hotel w Redzie prowadzony przez Kazimierza Kukowskiego od 1993 roku. Hotel dysponował 57 pokojami 1, 2 i 3 osobowymi oraz 4 apartamentami przystosowanymi również dla osób niepełnosprawnych. Wszystkie pokoje posiadały łazienkę, telefon oraz telewizor. Hotelowa restauracja na 160 osób serwowała bogaty wybór dań kuchni polskiej i międzynarodowej. Goście codziennie mogli korzystać z baru i kawiarni mieszczącego 50 gości oraz Night Clubu. Przez nieporozumienia rodzinne hotel w 2013 roku ogłosił upadłość i popadł w ruinę. Znajdował się przy drodze nr 6 na drodze wylotowej z Redy, przez lata odbywały się wesela, studniówki, konferencje, sympozja, bankiety, imprezy integracyjne czy zloty i rodzinne imprezy. 
Było też, centrum konferencyjne na 300 uczestników. Znajdowała się także, stylowa zagroda grillowa "Kukułka" funkcjonująca na dalszych częściach obiektu. Specjalnością szefa kuchni hotelu byłą polędwica na kamieniu. Hotel posiadał apartament Marszałkowski, który składał się z dwóch części, z pokoju dziennego i sypialni oraz 2 łazienek i w tym jedna z jaccuzi. Hotel znajduje się w obszarze Trójmiejskiego Parku Krajobrazowego, na granicy z miastem Wejherowo, w dolinie rzeki Reda. 
W 2015 roku odbył się przetarg na sprzedaż za ponad 4 mln zł, ale nie było chętnego do tego zakupu. Późnym popołudniem 24 czerwca 2022 roku doszło do pożaru śmieci w opuszczonym budynku. 